# 埃普沃思 (愛荷華州)
埃普沃斯（英語：Epworth）是一個位於美國愛荷華州迪比克縣的城市。

## 地理
埃普沃斯的座標為42°26′45″N 90°55′52″W / 42.44583°N 90.93111°W，而該地的平均海拔高度為318米（即1043英尺）。

## 人口
根據2010年美國人口普查的數據，埃普沃斯的面積為4.04平方千米，當中陸地面積為4.04平方千米，而水域面積為0.00平方千米。當地共有人口1860人，而人口密度為每平方千米460人。